# Cults
Cults är en ort i Storbritannien.   Den ligger i kommunen Aberdeen City och riksdelen Skottland, i den norra delen av landet, 600 km norr om huvudstaden London. Cults ligger 16 meter över havet och antalet invånare är 3 500.
Terrängen runt Cults är huvudsakligen platt. Cults ligger nere i en dal. Runt Cults är det tätbefolkat, med 427 invånare per kvadratkilometer. Närmaste större samhälle är Aberdeen, 5,1 km nordost om Cults. Trakten runt Cults består i huvudsak av gräsmarker.